# QV (遊戲)
《QV》是由Izzle開發的益智平台遊戲。遊戲世界由相互連結的多維空間組成，玩家將扮演一位少女，在各個維度之間解謎並通關。該作在2020年11月26日於任天堂Switch發行，12月21日於iOS和Android發行，2021年3月18日於Microsoft Windows發行。其中任天堂Switch和Windows版本由CFK發行，iOS和Android版本由Izzle發行。該作在評論家之間的評價較為正面，大多稱讚了該作的視覺效果和角色塑造。

## 遊戲系統

《QV》的遊玩畫面，玩家的目標是操控角色進入左側的水晶傳送門。

### 設定
遊戲世界由相互連結的多維空間組成，在跨維度通道的中心有「維度核」，負責維持維度之間的平衡。某一天，維度核突然停止運作，世界即將因此失去平衡而崩潰。名為「QV」的少女意識到了這個危機。她作為「被選中者」，須在各維度之間穿越，尋找重新啟動維度核的方法。

### 玩法
《QV》是一款於等距視角下遊玩的益智平台遊戲，玩家將扮演少女QV，解開在各關卡出現的謎題。遊戲由6個區域、共43個關卡組成，每個關卡皆有4個難度等級。除「簡單」難度外，不同難度的同一關卡，其路線和謎題不盡相同。關卡中會有各種可與之互動的道具，例如玩家可使用墨水桶（Ink bucket）在難以通行的地面（如水面）前進，或是在直立的石板上「畫出」傳送門，使角色在兩地之間快速移動。玩家在操控角色踩下水晶地磚，並進入巨大的水晶傳送門後即可通關，接著會在畫面上顯示通過該關卡所花費的時間。玩家在完成36個成就後會解鎖服裝系統，可以為玩家遊玩的角色換裝。

## 開發與發行
《QV》是Izzle在2016年發行的遊戲《Dimension Painter》之重製版，兩者之間的遊戲地圖組成相似，但玩法不同。CFK在2022年11月18日於韓國電子遊戲展「G-STAR 2022」的展區提供《QV》試玩版。該作在2020年11月26日於任天堂Switch發行，12月21日於iOS和Android發行，2021年3月18日於Microsoft Windows發行。該作的原聲帶和Windows版本同日發行。

## 反應
《QV》在評論匯總網站Metacritic的評價為「正面評論為主」。TouchArcade的賈里德·尼爾森（Jared Nelson）稱讚該作的關卡設計相當巧妙，並表示該作有可愛的3D視覺效果、充滿個性的角色和有趣的情節。Game Insight的吉永燦認為該作相比Izzle的前作《Dimension Painter》更加完整，且角色、視覺效果和配樂皆相當出眾。Digitally Downloaded的Clark A.提到儘管英文劇情翻譯的品質參差不齊，但能在遊玩過程中看見角色散發的魅力。《Fami通》的Gigolo蘆田表示該作不僅有「夢幻般的氛圍」，且該作在等距視角下繪製的圖形相當棒，而可愛的主角也很吸引人。

## 外部連結
- 官方网站  